# Meriden (West Midlands)
Meriden è un paese della contea delle West Midlands, in Inghilterra.